# Condado de Seminole (Flórida)
O condado de Seminole (em inglês:  Seminole County) é um dos 67 condados do estado americano da Flórida. A sede e cidade mais populosa do condado é Sanford. Foi fundado em 25 de abril de 1913.

## Geografia
De acordo com o United States Census Bureau, o condado possui uma área de 894 km², dos quais 801 km² estão cobertos por terra e 93 km² por água.

## Demografia
Segundo o censo nacional de 2010, o condado possui uma população de 422 718 habitantes e uma densidade populacional de 528 hab/km². Possui 181 307 residências, que resulta em uma densidade de 226 residências/km².
Das sete localidades incorporadas no condado, Sanford é a mais populosa, com 53 570 habitantes, enquanto Altamonte Springs é a mais densamente povoada, com 1 778 hab/km². Longwood é a menos populosa, com 13 657 habitantes. De 2000 para 2010, a população de Sanford cresceu 40% e a de Longwood reduziu em 0,6%. Nenhuma localidade possui população superior a 100 mil habitantes.